# Syzygium austrosinense
Syzygium austrosinense är en myrtenväxtart som först beskrevs av Elmer Drew Merrill och Lily May Perry, och fick sitt nu gällande namn av Ho Tseng Chang och Ru Huai Miao. Syzygium austrosinense ingår i släktet Syzygium och familjen myrtenväxter. Inga underarter finns listade i Catalogue of Life.